# Figuig (provins)
Figuig (franska: Province de Figuig, arabiska: إقليم فجيج) är en provins i Marocko.   Den ligger i regionen Oriental, 400 km öster om huvudstaden Rabat. Antalet invånare är 129 430. Arean är 55 950 kvadratkilometer.